# Northrop Grumman Electronic Systems
La Northrop Grumman Electronic Systems est une branche de la société Northrop Grumman créée à la suite de l'acquisition par le groupe du Westinghouse Electronic Systems Group en 1996. Le secteur des systèmes électroniques conçoit, développe et construit une large variété de systèmes et électroniques avancés de défense. La branche dispose de 120 filiales à travers le monde dont 72 bureaux internationaux et emploie environ 24 000 personnes. Les ventes de produits de cette branche compte pour 20 % des ventes totales du groupe, ce qui en fait le plus important secteur.